# Мартиниан Палестинский

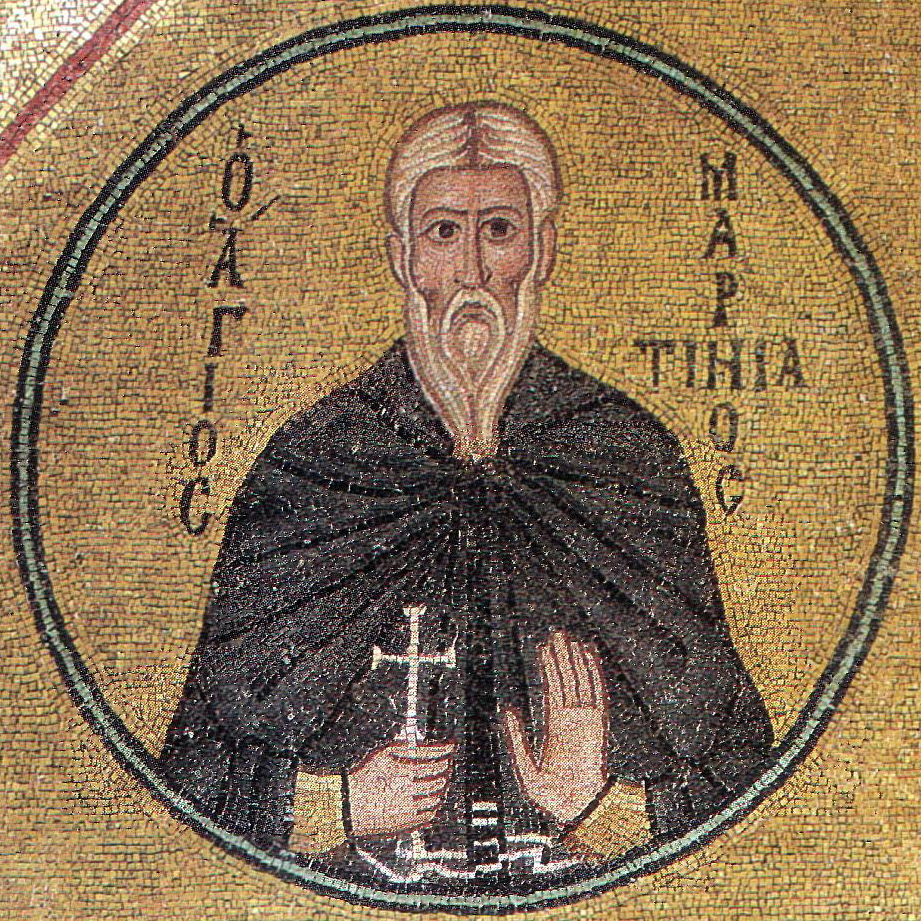
Мозаика кафоликона монастыря Осиос Лукас. 30–40-е годы XI века

Мартиниа́н Кесарийский (ум. 422) — отшельник Палестинский, христианский святой, память в Православной церкви совершается 26 февраля (13 февраля по юлианскому календарю), в Католической церкви — 13 февраля.
Святой Мартиниан, отшельник из Кесарии Палестинской, начал свою затворническую жизнь в местечке, называемом Место Ковчега (Place of the Ark), в возрасте восемнадцати лет. Зоя, женщина дурной репутации, пыталась соблазнить его, но дабы устоять перед её домогательствами, Мартиниан встал в огонь. Он не только обратил Зою ко Господу, но и отправил в монастырь в Вифлеем. 
Согласно преданию, спустя семь месяцев Мартиниан исцелился от ожогов и в поисках уединения перебрался из пустынной кельи на необитаемый скалистый остров. Однажды во время бури к его острову выбросило молодую христианку Фотинию. Мартиниан, чтобы не впасть в искушение, оставил её на острове, указав на запасы хлеба и воды, которые ему каждые два месяца доставлял корабельщик, бросился в море и был унесён дельфинами к берегу.
На склоне лет Мартиниан отправился в Афины, где и отошёл ко Господу.